# Bremar Cup 1976
Il Bremar Cup 1976 è stato un torneo di tennis giocato sul sintetico indoor. È stata la 6ª edizione del torneo, che fa parte del WTA Tour 1976. Si è giocato a Londra in Gran Bretagna, dal 1° al 6 novembre 1976.

## Campionesse

### Singolare
Virginia Wade ha battuto in finale  Chris Evert con il punteggio di 6–2, 6–2

### Doppio
Virginia Wade /  Betty Stöve hanno battuto in finale  Rosie Casals /  Chris Evert con il punteggio di 6–3, 2–6, 6–3